# Radio 3
Radio 3 var en af de største kommercielle radiostationer på Fyn. Stationen, der var i æteren fra 1998 til 2012, sendte nyheder, underholdning og musik døgnet rundt.
Radio 3's musikprofil var adult contemporary, og stationen henvendte sig primært til lyttere mellem 20 og 48 år. På nyhedssiden var det dels de landsdækkende RadioNyhederne og dels de lokale Radio 3 Nyhederne, der blev produceret i samarbejde med Fyens Stiftstidende.
Radiostationen havde til huse i Fynske Mediers mediehus i Odense. Stationen havde siden 2008 været fuldt ejet af Fynske Medier. Tidligere ejede stationens direktør Steen Mogensen 50%.
Pr. 1. marts 2012 skiftede Radio 3 navn, og hed derefter Klubben, der aldrig nåede samme popularitet som Radio 3.
Pr. 22. juni 2015 skiftede Klubben navn til SKALA FM.